# Stora Kangaslamm
Stora Kangaslamm är en sjö i Orsa kommun i Dalarna och ingår i Dalälvens huvudavrinningsområde. Sjön har en area på 0,0959 kvadratkilometer och ligger 282,9 meter över havet.

## Delavrinningsområde
Stora Kangaslamm ingår i det delavrinningsområde (681576-145511) som SMHI kallar för Ovan Rodenjärvsbäcken. Medelhöjden är 307 meter över havet och ytan är 30,84 kvadratkilometer. Räknas de 93 avrinningsområdena uppströms in blir den ackumulerade arean 778,71 kvadratkilometer. Orsälven (Oreälven) som avvattnar avrinningsområdet har biflödesordning 2, vilket innebär att vattnet flödar genom totalt 2 vattendrag innan det når havet efter 400 kilometer. Avrinningsområdet består mestadels av skog (88 procent). Avrinningsområdet har 0,26 kvadratkilometer vattenytor vilket ger det en sjöprocent på 0,8 procent.